# Moma (rivière)
Pour les articles homonymes, voir Moma (homonymie).
La Moma (en russe : Мома) est un cours d'eau de Sibérie orientale (Russie), dans la république de Sakha, long de 406 km, affluent droit du fleuve l'Indiguirka.

## Géographie
Le cours d'eau est situé dans la république de Sakha. Il draine un bassin de 30 200 km2.
La Moma nait, à une altitude d'environ 700 mètres, de la confluence de plusieurs cours d'eau dans une plaine située entre les monts Oulakhan-Tchistaï (qui font partie des monts Tcherski) au sud-ouest et les monts de la Moma au nord-est. Elle coule ensuite en direction du nord-ouest à ouest dans la dépression de Moma-Selenniakh entre les monts Tcherski et les monts de la Moma et rejoint l'Indiguirka un peu au sud du cercle polaire à une altitude de 192 mètres.

## Hydrologie
La Moma est gelée de fin septembre/début octobre à fin mai/début juin. Les cours moyen et inférieur comportent beaucoup de rapides et la rivière se divise en de nombreux bras. La Moma n'est pas navigable.